# Upplands runinskrifter 478
Upplands runinskrifter 478, eller Ängbystenen, är en runsten belägen i Ängby, Knivsta socken och Ärlinghundra härad i Uppland.

## Stenen
Runstenen är av granit, 1,85 meter hög och cirka 1,4 meter bred. Runslingans bredd är 10-14 centimeter. Stenen är ristad i Ringerikestil: Pr1, vilket daterar den till tidsperioden 1010-1050. Runmästaren torde av stilen att döma vara en av dessa med namnet Torbjörn. Ornamentiken består av en runorm som följer stenens ytterkant och vars huvud och svans på ristningens övre del är låsta med ett iriskt koppel. Ovanför kopplet är en mindre bågformad runslinga med orden: "Mikael tage vård om hans ande" och det helgon som åberopas för själens bevarande är Sankt Mikael. På stenens mittyta är ett så kallat ringat kors med bakgrund. Den från runor translittererade och översatta inskriften lyder enligt nedan:

## Inskriften
Translitterering av runraden:
× estriþ : let : reisa : s(t)ein : þensa : eftiʀ : iuar : bota : sin : auk : ikuar : auk : ikifastr : eftiʀ : faþur : sin : mihel : kati : at : hans
Normalisering till runsvenska:
Æstrið let ræisa stæin þennsa æftiʀ Ioar/Ivar, bonda sinn, ok Ingvarr ok Ingifastr æftiʀ faður sinn. Mikael gæti and hans.
Översättning till nusvenska:
Estrid lät resa denna sten efter Joar (eller: Tvar), sin man, och Ingvar och Ingefast efter sin fader. Mikael tage vård om hans ande.